# 危険なプロット
『危険なプロット』（きけんなプロット、Dans la maison）は、2012年のフランスのサスペンス映画。フアン・マヨルガの舞台劇『El chico de la última fila』を原作としたフランソワ・オゾン監督によるコメディ・ドラマである。出演はファブリス・ルキーニとエルンスト・ウンハウアーなど。
2012年、サン・セバスティアン国際映画祭では最高賞であるゴールデン・シェルと審査員賞（脚本賞）を、第37回トロント国際映画祭では国際映画批評家連盟賞のスペシャル・プレゼンテーションを受賞した。また、エルンスト・ウンハウアーが第18回リュミエール賞の最優秀新人男優賞を受賞している。

## ストーリー
高校の国語（フランス語）教師ジェルマンは、新年度が始まり、新たな生徒たちをクラスに迎える。学校では新年度から生徒に制服が導入されていた。ジェルマンは生徒たちに週末の出来事を作文に書く課題を出す。
ジェルマンは自宅で、妻で画廊経営のイギリス人ジャンヌに、生徒たちが提出した作文がどれほど退屈なものか読み聞かせ始めた。しかし二人は、その中に文才のある生徒クロードを見つける。
その作文には、数学が苦手なクラスメイトのラファに勉強を教えるため、彼の家に行った際に見聞きしたことが書かれていた。他人の家を覗き見るような悪趣味なものであったが、続きが気になってしまう文章に二人は惹かれていく。
ジェルマンは次の授業でクロードに続きを提出させる。何度も続きを提出させるうち、ジェルマンは一対一でクロードに小説の書き方を教える課外授業を学校でするようになる。次第にクロードが書く文章は虚実が入り交じり、より危険なものへと変わっていく。

## キャスト
- ジェルマン: ファブリス・ルキーニ - 高校の国語教師。2年C組の担任。
- クロード・ガルシア: エルンスト・ウンハウアー（フランス語版） - 2年C組の生徒。
- ジャンヌ: クリスティン・スコット・トーマス - ジェルマンの妻。
- エステル・アルトール: エマニュエル・セニエ - ラファの母。
- ラファ・アルトール（父）: ドゥニ・メノーシェ - ラファの父（父子同名）。
- ラファ・アルトール（息子）: バスティアン・ウゲット（フランス語版） - クロードのクラスメイト（父子同名）。
- ロザリー/ウージェニー: ヨランド・モロー - 画廊オーナーの双子姉妹。

## 製作
脚本はスペインの作家フアン・マヨルガの舞台劇『El chico de la última fila』を基にフランソワ・オゾンが執筆した。製作はマンダリン・シネマがフランス2シネマとマーズ・フィルムズの支援を受けて920万ユーロの予算で行われた。撮影は2011年8月と9月に8週間かけて行われた。

## 公開
フランスではマーズ・ディストリビューション配給で2012年10月3日に公開された。
日本では、2013年6月21日にフランス映画祭2013のオープニング作品として『In the House（英題）』の題名で上映された。その後、同年10月にヒューマントラストシネマ有楽町、Bunkamuraル・シネマ他にて劇場公開された後、全国順次公開される。

## 作品の評価

### 映画批評家によるレビュー
アロシネによれば、フランスの25のメディアによる評価の平均点は5点満点中3.5点である。
Rotten Tomatoesによれば、批評家の一致した見解は「ダークで緊張感があり、皮肉な笑いを誘う『危険なプロット』は、フランソワ・オゾン監督の見事な演出と、才能豊かなキャストの素晴らしい演技が特徴である」であり、85件の評論のうち高評価は88%にあたる75件で、平均点は10点満点中7.3点となっている。

### 受賞歴
| 賞                                   | 部門                                               | 対象                     | 結果       |
| ------------------------------------ | -------------------------------------------------- | ------------------------ | ---------- |
| 第37回トロント国際映画祭             | 国際映画批評家連盟賞スペシャル・プレゼンテーション |                          | 受賞       |
| 第60回サン・セバスティアン国際映画祭 | ゴールデン・シェル（最高賞）                       |                          | 受賞       |
| 第60回サン・セバスティアン国際映画祭 | 審査員賞（脚本賞）                                 | フランソワ・オゾン       | 受賞       |
| 第18回リュミエール賞                 | 最優秀新人男優賞                                   | エルンスト・ウンハウアー | 受賞       |
| 第38回セザール賞                     | 作品賞                                             |                          | ノミネート |
| 第38回セザール賞                     | 監督賞                                             | フランソワ・オゾン       | ノミネート |
| 第38回セザール賞                     | 主演男優賞                                         | ファブリス・ルキーニ     | ノミネート |
| 第38回セザール賞                     | 有望若手男優賞                                     | エルンスト・ウンハウアー | ノミネート |
| 第38回セザール賞                     | 脚色賞                                             | フランソワ・オゾン       | ノミネート |
| 第38回セザール賞                     | 音楽賞                                             | フィリップ・ロンビ       | ノミネート |